# Allium tuolumnense
Allium tuolumnense là một loài thực vật có hoa trong họ Amaryllidaceae. Loài này được (Ownbey & Aase) S.S.Denison & McNeal mô tả khoa học đầu tiên năm 1989.

## Hình ảnh

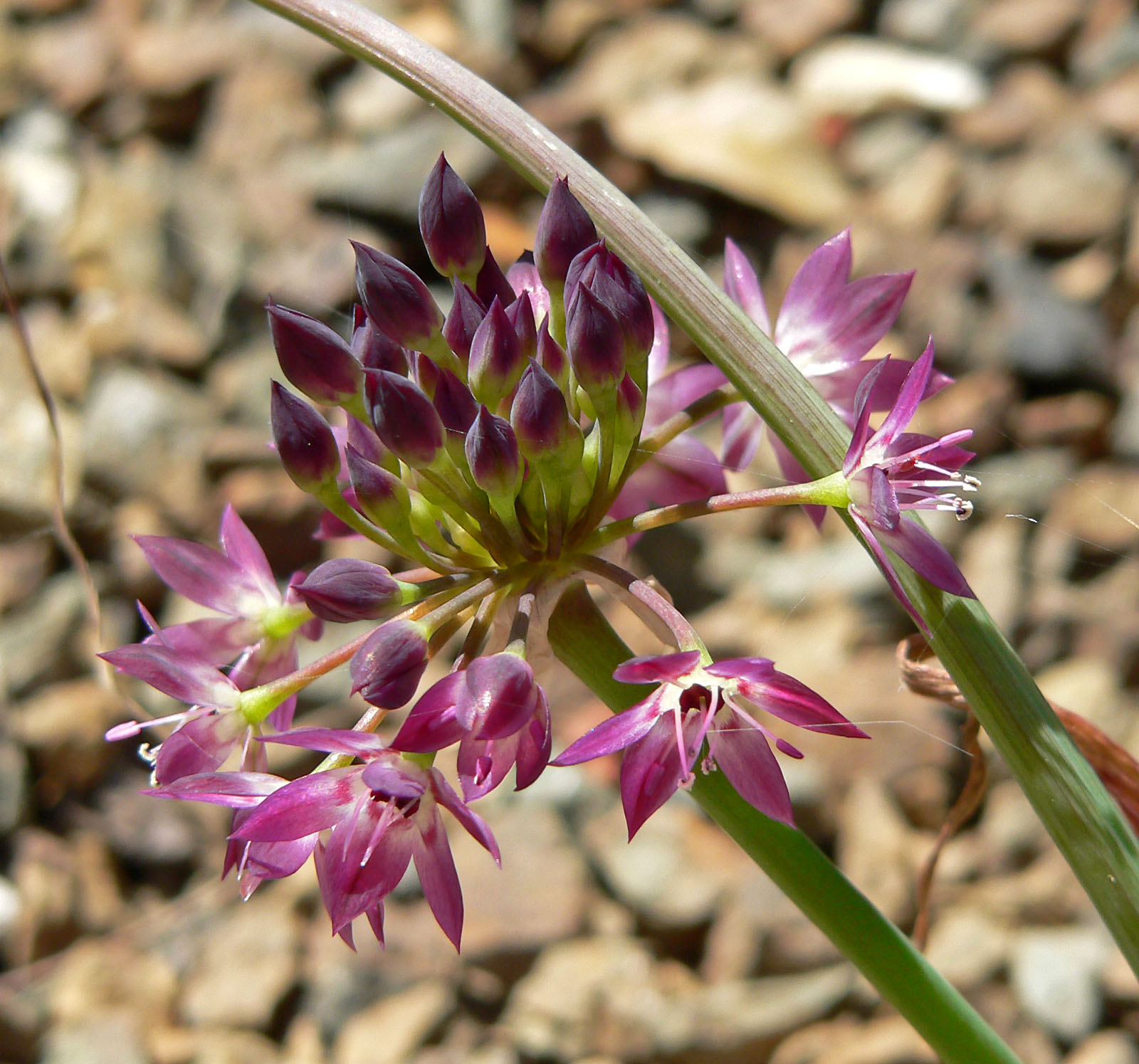
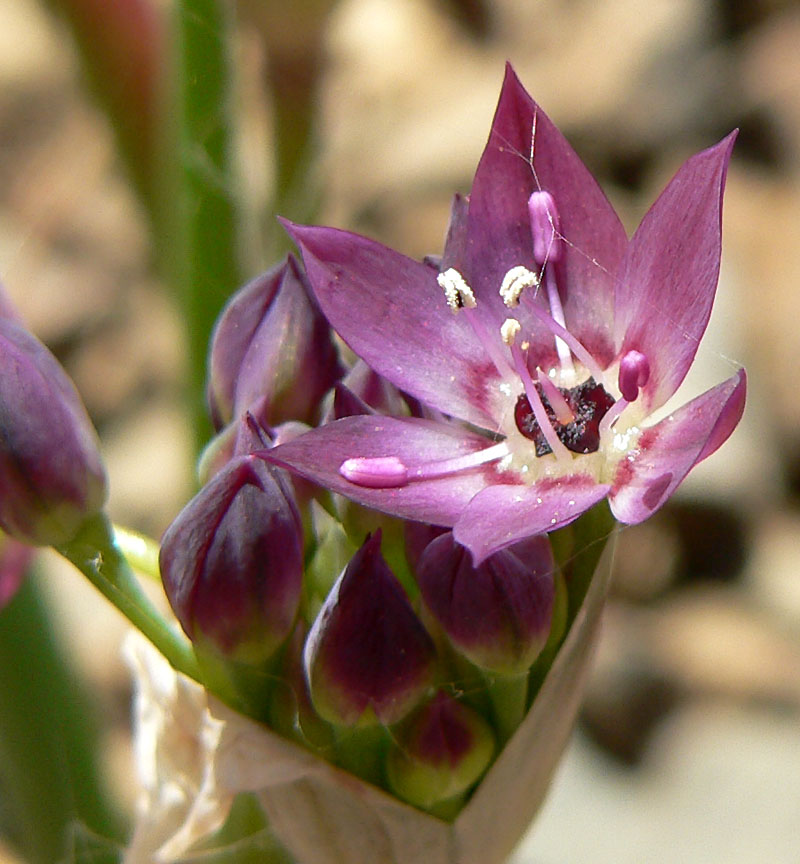